# Fundación Francisco Largo Caballero
La Fundación Francisco Largo Caballero es una fundación española vinculada a la Unión General de Trabajadores que fue constituida en 1978, tomando el nombre en reconocimiento a su figura del líder sindical y político republicano Francisco Largo Caballero, para conservar, difundir y continuar el legado histórico del sindicalismo socialista.
Se ubica en la calle Colegios, número 7, de Alcalá de Henares, municipio histórico de Madrid, en el complejo de la Universidad de Alcalá denominado Archivos del Movimiento Obrero, junto con la Fundación Pablo Iglesias y la Fundación Indalecio Prieto. Está gobernada por un Patronato, que preside Sebastián Pacheco Cortés desde su renovación en 2019. Cuenta con el fondo documental, biblioteca, hemeroteca, archivo fotográfico y de carteles y el fondo sonoro y audiovisual. 

## Objetivos
Su finalidad es el debate político y sindical y la custodia de los fondos documentales de la UGT y su archivo histórico para su guarda e investigación.
Entre sus fines declarados se encuentra «la preservación de la memoria histórica de la UGT y del movimiento obrero», el «reconocimiento y divulgación de los líderes» del mismo, «en especial de Largo Caballero», el fomento de los estudios sociológicos sobre la situación de los trabajadores, la cooperación con las universidades en la investigación histórica y la colaboración en proyectos internacionales para el desarrollo de los países más desfavorecidos.

## Historia
La Fundación se constituyó en 1978 vinculada a la Unión General de Trabajadores, tomando el nombre en reconocimiento a su figura del líder sindical y político republicano Francisco Largo Caballero, para conservar, difundir y continuar el legado histórico del sindicalismo socialista.  Se ubicó en la calle General Arrando, 5 de Madrid. Se trabajó para lograr la repatriación de la documentación y archivos de UGT que se encontraba fuera de España durante la Dictadura de Franco. Se logró que llegaran a la sede de la Fundación el 19 de junio de 1980. El archivo histórico ocupaba 109 cajas y pesaba 1900 kilos. 
El 20 de abril de 1982 se inauguraron el archivo y la biblioteca de la Fundación para custodiar la historia del movimiento obrero en el exilio entre 1939 y 1975, poniéndola a disposición de la comunidad investigadora y de personas con interés. Los fondos documentales constaban de más de 100.000 folios de documentos, miles de fotogramas, periódicos, carteles y panfletos clandestinos. Además, se incluía un basto fondo sonoro de más de 11 000 fichas y diversas cintas magnetofónicas que recogen las diversas actividades del movimiento obrero español en el exilio alrededor de la Unión General de Trabajadores. La mayor parte procedía del archivo ubicado en la ciudad francesa de Toulouse.
Se recuperó para la memoria histórica de España una destacada colección de literatura panfletaria clandestina, una amplia colección de la prensa clandestina en el exilio y miles de fichas de personas afiliadas a la UGT y al PSOE que huyeron de España después de la guerra. También se custodia, entre los documentos, una copia del acta de constitución de la Casa del Pueblo de Madrid en 1908 (en la que estaba presente, entre otros, Pablo Iglesias), una colección fotográfica inédita de la muerte y entierro de Largo Caballero en el exilio y otros muchos documentos inéditos sobre la detención, enfermedad y muerte de este dirigente socialista. También la aportación documental que hizo Federica Montseny, líder de la CNT, desde la cárcel de Limoges.
La parte más extensa de la colección la formaron los documentos generados por las organizaciones departamentales de la UGT desde el inicio de la posguerra hasta la muerte de Franco, la colección de boletines y circulares de la UGT desde 1945 y las actas de los doce congresos de UGT celebrados en el exilio (desde 1944 hasta 1973). También destaca el entramado de interrelaciones de la Unión General de Trabajadores con otros sindicatos españoles y europeos en el exilio o en la clandestinidad interior, como Alianza Sindical Española, Solidaridad Democrática Española (institución internacional de apoyo a los exiliados que funcionó durante todos aquellos años), Lucha Democrática Española, CNT, ELA-STV y Comisiones Obreras.
Desde 1981 la Fundación fue depositaria también del archivo histórico del Sindicato Obrero Minero de Asturias (SOMA), con importantes documentos del movimiento de maquis en la montaña asturiana como la correspondencia entre los que todavía mantenían resistencia en la sierra, maquis, y de dirigentes de UGT en el exilio, que fueron sacados de España antes de 1939.
Durante nueve meses se procedió al registro y catalogación de los fondos. Se continuaron después las labores de microfilmación y la labor de investigación sobre el propio archivo. Desde abril de 1982, se abrieron al público la biblioteca, con un catálogo de 7000 volúmenes, y el archivo dirigido por el historiador Enrique Fraguas, con la opción de consulta de los documentos salvo los referidos a personas aún vivas.

## Actividades
Entre las tareas más importantes realizadas por la Fundación destacó la recuperación de los documentos y archivos del sindicato que se encontraban en el exilio desde el final de la Guerra Civil, la mayoría de ellos en la ciudad francesa de Toulouse, en la Rue du Taur, 71, que fueron repatriados a España el 19 de junio de 1980.
En junio de 2007 el Gobierno de España creó el Centro Documental de la Memoria Histórica de España con la finalidad de reunir, organizar y recuperar todos los fondos documentales en cualquier soporte relativos al período histórico comprendido entre la guerra civil española (1936-1939) y la posguerra, hasta la Constitución de 1978. El proyecto Archivo Oral del Sindicalismo Socialista de la Fundación F. Largo Caballero forma parte de este Centro y recoge los testimonios de personajes, protagonistas y militantes del ámbito del sindicalismo socialista español, fundamentalmente de su organización obrera como es la Unión General de Trabajadores. Se han incorporado 50 testimonios orales , a través de entrevistas audiovisuales, que recogen sus vivencias y experiencias en las circunstancias históricas que modularon tanto su vida privada como pública, de forma que ahora conforman un corpus testimonial y documental basado en los recuerdos y vivencias personales relacionadas con la historia de la UGT y de España desde finales de los años 20 del siglo XX hasta nuestros días. Entre los testimonios se encuentra el de Santiago de Córdoba Ortega. El archivo oral se encuentra a disposición de investigadores e historiadores en la Fundación F. Largo Caballero y en el Centro Documental de la Memoria Histórica de Salamanca del Archivo Histórico Nacional, donde se centran las diversas fuentes desde la guerra civil española hasta la Transición. 
Los fondos históricos, que se custodian en el archivo de la Fundación, ocupan un espacio de 571 metros lineales de estanterías, con más de 26 000 registros de bases de datos. Tiene una biblioteca con un fondo de más de 20.000 publicaciones (el más importante es el recuperado de la Casa del Pueblo de Madrid), 5.000 cintas de audio, 10 000 fotografías y más de 1.100 carteles.

## Cargos

### Dirección
- Vicente Jiménez
- Almudena Asenjo Fernández

### Presidencia del Patronato
- Sebastián Pacheco Cortés